# Ranunculus oppositifolius
Ranunculus oppositifolius är en ranunkelväxtart som beskrevs av August Kanitz. Ranunculus oppositifolius ingår i släktet ranunkler, och familjen ranunkelväxter. Inga underarter finns listade i Catalogue of Life.